# كيفن فريمان (كرة سلة)
كيفن فريمان (بالإسبانية: Kevin Freeman)‏ مواليد 3 مارس 1978 في سبرينغفيلد، هو لاعب كرة سلة أمريكي سابق. بدأ مسيرته الاحترافية في سنة 2000. يبلغ طوله 6 قدم 7 بوصة (2.0 م). اعتزل اللعب في 2010.

## المسيرة الاحترافية
لعب مع سوتور باسكت مونتيجرانارو في موسم 2001–2002، ثم لعب مع نادي فيرارا لكرة السلة في الدوري الإيطالي في موسم 2001–2002، ثم لعب مع بريزبن بولتز في الدوري الأسترالي من سنة 2002 إلى 2005، ثم لعب مع نادي أريس لكرة السلة في موسم 2005–2006، ثم لعب مع سان ميغيل بيرمن في سنة 2006، ثم لعب مع تشيجيانغ غولدين بولز في موسم 2006–2007.

## روابط خارجية
- كيفن فريمان على موقع كرة السلة الأوروبية.كوم (الإنجليزية)
- كيفن فريمان على موقع كلية كرة السلة في سبورتس رفرنس.كوم (الإنجليزية)
- كيفن فريمان على موقع ريلجم (الإنجليزية)
- كيفن فريمان على موقع بروبوليرز (الإنجليزية)
- كيفن فريمان على موقع سبورتس رفرنس (الإنجليزية)